# Carneville
Carneville är en kommun i departementet Manche i regionen Normandie i norra Frankrike. Kommunen ligger i kantonen Saint-Pierre-Église som tillhör arrondissementet Cherbourg. År 2022 hade Carneville 240 invånare.

## Befolkningsutveckling
Antalet invånare i kommunen Carneville
| Referens: INSEE |